# Vallisneria annua
Vallisneria annua là một loài thực vật có hoa trong họ Hydrocharitaceae. Loài này được S.W.L.Jacobs & K.A.Frank miêu tả khoa học đầu tiên năm 1997.